# Partido de Libre Comercio

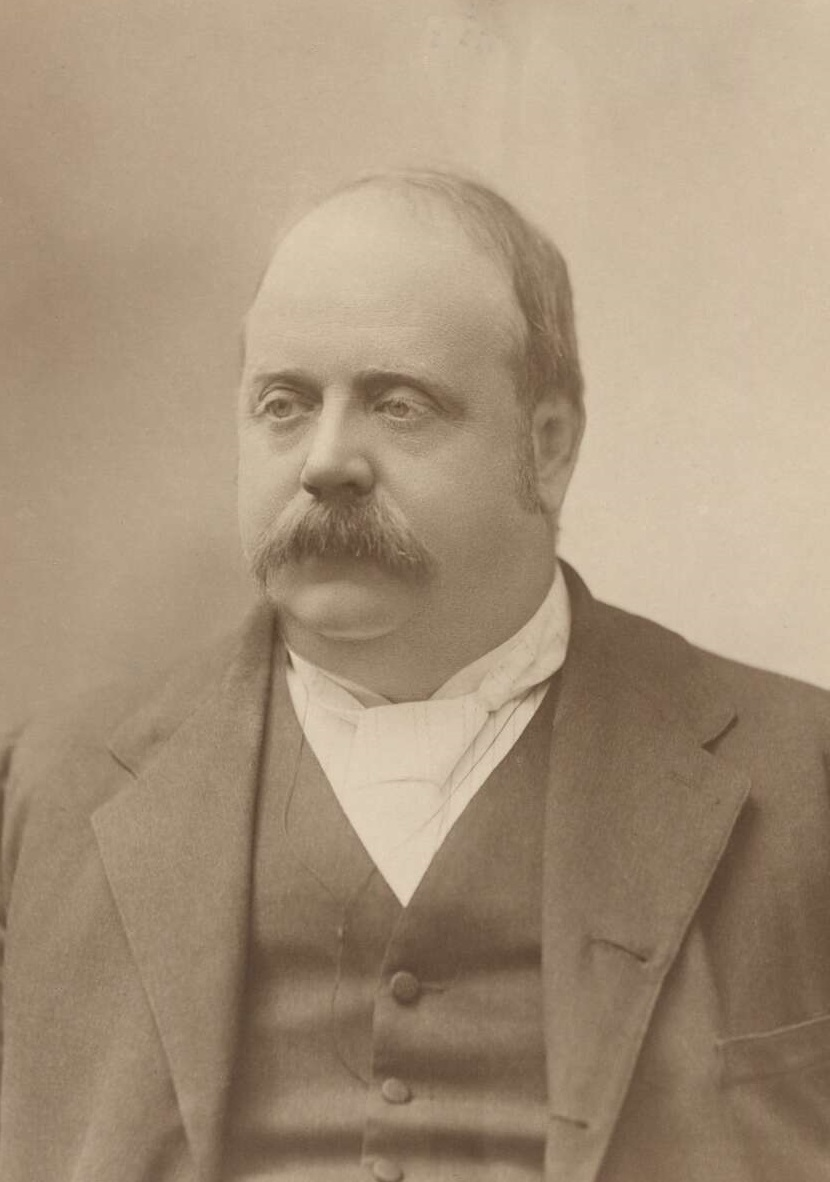
George Reid, primer ministro de Australia 1904-1905

El Partido de Libre Comercio fue un partido político australiano de 1889 a 1909. Se la conocía oficialmente como la Asociación Australiana de Libre Comercio y Liberal. También se le llamó Partido del Arancel de Ingresos en algunos estados y se le cambió el nombre por el de Partido Antisocialista en 1906. Quería eliminar los aranceles (impuestos sobre las importaciones y las exportaciones), así como otras restricciones al comercio. Sostuvo que el libre comercio beneficiaría a todos. Sin embargo, muchos miembros también apoyaron algunas tarifas para recaudar fondos para el gobierno.
El partido tenía su sede en Nueva Gales del Sur, donde sus líderes eran Sir Henry Parkes y Sir George Reid. Fue el partido principal en la política de Nueva Gales del Sur antes de la federación.
Después de las elecciones para el primer Parlamento del Commonwealth, los Free Traders fueron el segundo grupo más numeroso de la Cámara de Representantes de Australia, con 25 escaños. Reid se convirtió en el primer líder de la oposición en el Parlamento. Más tarde fue elegido primer ministro en 1904-05. Joseph Cook fue elegido vicepresidente del partido cuando McMillan se jubiló en 1903.
Un partido separado del Arancel de Ingresos de Tasmania participó en las elecciones federales de 1903 en Tasmania y obtuvo dos escaños. Se unió al Partido de Libre Comercio en el parlamento federal.
Después de que la cuestión de las tarifas se había resuelto en gran medida, Reid miró a su alrededor en busca de otra causa para su partido. Se decidió por la oposición al socialismo. Criticó tanto al Partido Laborista Australiano como al Partido Proteccionista, dirigido por Alfred Deakin. El Partido de Libre Comercio fue rebautizado como Partido Antisocialista (ASP) antes de las elecciones federales de 1906. El Partido Laborista y el FTP/ASP continuaron creciendo en fuerza electoral. Algunos proteccionistas dejaron el partido para unirse al Partido Laborista y a la AEP.
Reid se retiró en 1908, y la dirección del partido pasó a Joseph Cook. Aceptó fusionarse con los proteccionistas para convertirse en el Partido Liberal del Estado Libre Asociado en 1909.

## Resultados electorales
|  | 30.03 % |

|  | 34.37 % |

|  | 38.17 % |

- Datos: Q1453449
- Multimedia: Free Trade Party / Q1453449

- McMinn, W. G. (1998). «Reid, Sir George Houstoun (1845–1918)». Australian Dictionary of Biography. Australian National University. .

|fechaacceso= requiere |url= (ayuda)  . 